# Valentino Bucchi
Valentino Bucchi (* 29. November 1916 in Florenz; † 9. Mai 1976 in Rom) war ein italienischer Komponist, Musikkritiker und -pädagoge.

## Leben
Der Sohn eines Hornisten und einer Violinistin absolvierte nach einem Philosophiestudium an der Universität Florenz eine musikalische Ausbildung am Liceo Musicale Cherubini bei Vito Frazzi und Luigi Dallapiccola.
Seit 1938 war er Musikkritiker der Zeitschrift La Nazione in Florenz. 1939 wurde seine einaktige Oper Giuoco del Barone uraufgeführt, die die Beachtung des Musikkritikers Bruno Barilli fand und 1956 mit dem Prix Italia ausgezeichnet wurde. Nach 1941 erschienen nur noch vereinzelte Musikkritiken von ihm. Zwischen 1945 und 1947 schrieb er Kritiken für La Nazione del Popolo und Mattino dell’Italia Centrale.
Seit 1945 unterrichtete Bucchi an den Konservatorien von Florenz und Venedig. Von 1957 bis 1974 leitete er das Konservatorium von Perugia, danach bis zu seinem Tode das von Florenz. Daneben wirkte er als Leiter der Accademia Filarmonica Romana (1958–1960), des Teatro Comunale di Bologna (1963–1967) und der Accademia Chigiana in Siena.
Nach dem Tode Bucchis wurde 1977 die Associazione Musicale Valentino Bucchi (seit 1990 Fondazione Valentino Bucchi) gegründet, die jährlich den Premio Valentino Bucchi an junge Musiker und Komponisten vergibt.

## Werke
- Quattro liriche für Stimme und Klavier (nach Paul Verlaine, Aldo Palazzeschi), 1935–40
- Sonatina für Klavier, 1938
- Il giuoco del barone, Oper in einem Akt (Libretto: Alessandro Parronchi), UA: Florenz 1939
- Cinque Madrigali La dolce pena für Stimme und neun Instrumente, 1946
- Il pianto delle creature, Kantate für Stimme und Orchester, UA in Florenz mit Feodora Barbieri 1947
- Cori della pietà morta für gemischten Chor und Orchester (Text: Franco Fortini), 1949–50
- Filmmusik zu Il cielo è rosso, 1950
- La Ballata del Silenzio für Orchester, 1951
- Li gieus de Robin et de Marion, Oper in einem Akt (Libretto: Mario Mattolini und Mario Pezzari nach Adam de la Halle), UA: RAI Rom, 1953
- Filmmusik zu Febbre di vivere, Premio Nastro d’Argento 1953
- Il contrabbasso, Groteske (Libretto: Mario Mattolini und Mario Pezzati nach Anton Pawlowitsch Tschechow), UA: Florenz 1954
- Racconto Siciliano, Ballett für zwei Klavier nach einer Idee von Luchino Visconti, 1955
- Streichquartett, UA durch das Quartetto Italiano in New York 1957
- Concerto Lirico für Violine und Streichorchester, 1957
- Mirandolina Ballett, UA am Teatro dell’Opera, Rom, in der Choreographie von Aurel von Milloss, 1957
- Concerto in rondò für Klavier und Orchester, UA mit Vera Franceschi 1957
- Una notte in paradiso, Cantafavola für Solisten, Sprecher und Chor (Libretto: Luigi Bazzoni nach Italo Calvino), UA: Florenz 1960
- Filmmusik zu Banditi a Orgosolo, 1961
- Fantasia für Streichorchester, 1963
- Concerto grottesco für Kontrabass und Streicher, 1967
- Il coccodrillo, Oper (nach Fjodor Michailowitsch Dostojewski), UA: Teatro Comunale Florenz 1970
- Ison für Cello solo, UA durch Amedeo Baldovino 1971
- Un incipit für Streicher, 1972
- Colloquio corale für Sprecher, Sopran, Chor und Orchester, dem Gedenken von Aldo Capitini gewidmet, 1972
- Il Tumulto dei Ciompi, 1972
- Concerto di Concerti für Streicher, 1974
- Soliloquios, Monodrama für Viola solo, 1976